# 클라베
클라베(라틴어: Clave←clavis('열쇠, 빗장')의 단수 탈격에서)는 한 쌍의 두껍고 짧은 (약 20 ~ 30 cm) 나무 막대로 구성된 몸울림악기이다. 대체로 장미나무·흑단·아프리카흑단 등의 나무로 만든다. 최근에는 섬유 유리나 플라스틱으로 만들기도 한다. 클라베를 부딪히면, 밝고 찰칵하는 소리가 난다. 때로 소리를 증폭하려고 클라베의 가운데를 깎거나 안을 텅비게 한다.
이 악기는 아프리카-쿠바 음악에서 매우 중요하며, 클라베라는 반복되는 리듬을 내려고 쓰인다. 클라베가 사용된 고전음악 작품으로는 조지 거슈윈의 〈쿠바 서곡〉, 아르투르 마르케스의 〈단손 2번〉, 스티브 라이히의 〈나무 조각용 음악〉 등이 있다.

## 연주법

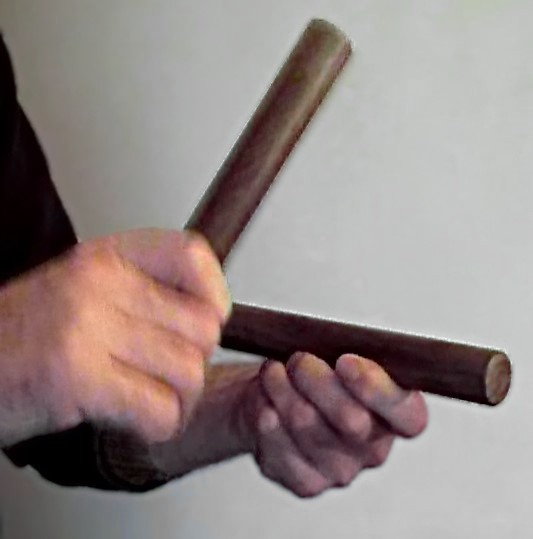